# Nimfa (biológia)

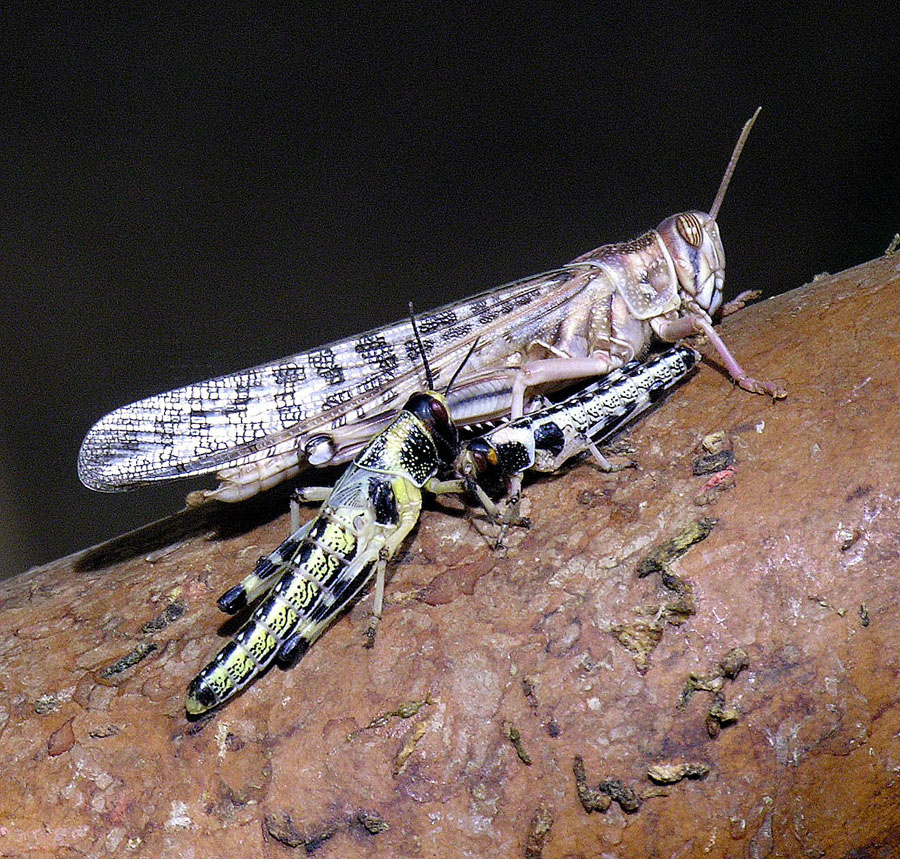
Két nimfa és egy felnőtt sivatagi vándorsáska

Biológiai értelemben a nimfa egyes gerinctelen állatok, különösen rovarok kifejletlen formája, amely fokozatos metamorfózison (kifejlés) megy keresztül, mielőtt elérné felnőtt állapotát. A tipikus lárvákkal ellentétben a nimfa általános alakja már hasonlít a kifejlett egyedére, kivéve a szárnyak hiányát (szárnyas fajoknál). Ezenkívül, míg a nimfa vedlik, soha nem lép bábállapotba. Ehelyett a végső vedlés egy kifejlett rovart eredményez. A nimfák több fejlődési szakaszon mennek keresztül, amelyeket növendéknek (instaroknak) neveznek. Ennek a fejlődési szakasznak elterjedt megnevezése a lárva is.
Ez a helyzet például az egyenesszárnyúak (tücsök, szöcske és sáska), a félfedelesszárnyúak (kabócák, pajzsos poloska, liszteskék, levéltetvek, Tajtékoskabóca-szerűek, mezeikabóca-félék, ugróvillások stb.), szitakötők, álkérészek, termesz, csótány és sáskafélék, fogólábúak, kérészek, szitakötők és egyenlő szárnyú szitakötők).
A vízi rovarok nimfáit, mint például az Odonata, Ephemeroptera és Plecoptera, naiádoknak is nevezik, ami a mitológiai vízi nimfák ókori görög neve. A „naiad” kifejezés használata már nem népszerű az entomológusok körében, akik a nimfa és a lárva közötti különbséget inkább evolúciós fokozatnak tekintik, semmint egyértelműen elkülönülő életszakasznak. A régebbi irodalomban ezeket néha heterometabolus rovaroknak nevezték, mivel felnőtt és éretlen állapotaik különböző környezetben élnek (szárazföldi vagy vízi).

## Kapcsolat az emberekkel
A műlegyekkel végzett legyes horgászat során a vízi rovarok ezen fejlődési szakasza a pisztrángok meghatározó csalijának az alapja. Ezek adják a rendszeresen halászott összes csaliféle több mint felét.

## Fordítás
Ez a szócikk részben vagy egészben  a   Nymph (biology) című angol Wikipédia-szócikk ezen változatának fordításán alapul.  Az eredeti cikk szerkesztőit annak laptörténete sorolja fel. Ez a jelzés csupán a megfogalmazás eredetét és a szerzői jogokat jelzi, nem szolgál a cikkben szereplő információk forrásmegjelöléseként.

## Kapcsolódó szócikk
- Naiaszok